# جری باتلر
جری باتلر (انگلیسی: Jerry Butler; ۸ دسامبر ۱۹۳۹ – ۲۰ فوریهٔ ۲۰۲۵) خواننده، ترانه‌پرداز و سیاستمدار اهل ایالات متحده آمریکا بود.